# شهرستان شو (هبئی)
شهرستان شو (به انگلیسی: She County) یک شهرستان در چین است که در هاندان واقع شده‌است. شهرستان شو ۱٬۵۰۹٫۲۶ کیلومتر مربع مساحت و ۴۰۰٬۰۰۰ نفر جمعیت دارد و ۴۴۱ متر بالاتر از سطح دریا واقع شده‌است.